# Tratado de Assistência Mútua Franco-Soviético

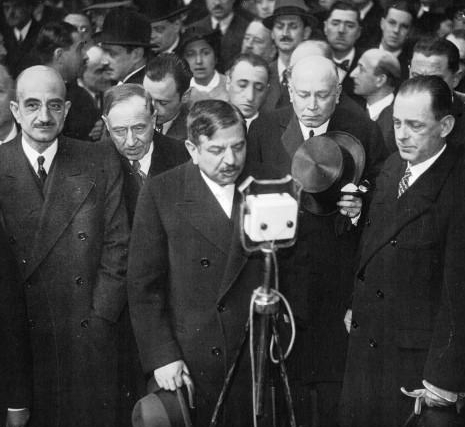
Retorno de Pierre Laval a Moscou, 1935.

O Tratado Franco-Soviético de Assistência Mútua foi um tratado bilateral entre a França e a União Soviética com o objetivo de cercar a Alemanha nazista em 1935 para reduzir a ameaça da Europa Central. O tratado foi almejado  por Maxim Litvinov, o ministro das Relações Exteriores soviético,  e Louis Barthou, o ministro das Relações Exteriores francês, que foi assassinado em outubro de 1934, antes que as negociações fossem concluídas. Seu sucessor, Pierre Laval, era cético quanto à conveniência e ao valor de uma aliança com a União Soviética. No entanto, após a declaração do rearmamento alemão em março de 1935, o governo francês forçou o relutante ministro das Relações Exteriores a completar os arranjos com Moscou que Barthou havia iniciado.

## Ratificação
O pacto foi concluído em Paris em 2 de maio de 1935 e ratificado pelo governo francês em fevereiro de 1936. As ratificações foram negociadas em Moscou em 27 de março de 1936, e o pacto entrou em vigor no mesmo dia. Foi registrado na Série de Tratados da Liga das Nações em 18 de abril de 1936.
Laval havia tomado a precaução de assegurar que o acordo do tratado bilateral fosse estritamente compatível com as disposições multilaterais do Pacto da Liga das Nações e dos Tratados de Locarno. Isso, na prática, significava que a assistência militar poderia ser prestada por um signatário ao outro somente após uma alegação de agressão não provocada ter sido submetida à Liga das Nações e somente após obter a aprovação dos outros signatários do Pacto de Locarno ( Reino Unido, Itália e Bélgica ).
O Pacto Franco-Soviético não era mais o que Barthou havia planejado originalmente, mas permaneceu para servir ao propósito de agir como uma ameaça diplomática vazia de uma guerra em duas frentes se a Alemanha seguisse uma política externa agressiva. A maioria das potências de Locarno achava que o pacto funcionaria apenas como um meio de arrastá-los para uma guerra suicida com a Alemanha em benefício dos soviéticos.
O pacto marcou uma mudança em larga escala na política soviética no Sétimo Congresso do Comintern de uma postura pró-revisionista contra o Tratado de Versalhes para uma política externa mais orientada para o Ocidente, defendida por Litvinov.

## Consequências
Em 16 de maio de 1935, o Tratado de Aliança Tcheco-Soviético foi assinado após o tratado soviético com a França, que era o principal aliado da Tchecoslováquia .
Adolf Hitler justificou a remilitarização da Renânia pela ratificação do Pacto Franco-Soviético pelo Parlamento francês e afirmou que se sentia ameaçado por ele. David Lloyd George, um membro pró-alemão da Câmara dos Comuns britânica, afirmou naquele órgão que as ações de Hitler na sequência do pacto foram plenamente justificadas para proteger seu país e que ele teria sido um traidor da Alemanha se tivesse deixado de agir.
As disposições militares do Pacto Franco-Soviético eram praticamente inúteis por causa de suas múltiplas condições, como a exigência de que a Grã-Bretanha e a Itália aprovassem qualquer ação. Sua eficácia foi prejudicada ainda mais pela recusa insistente do governo francês em aceitar uma convenção militar estipulando como ambos os exércitos coordenariam suas ações no caso de uma guerra contra a Alemanha. O resultado foi um pacto simbólico de amizade e assistência mútua que teve poucas consequências além de aumentar o prestígio de ambas as partes. No entanto, depois de 1936, os franceses perderam o interesse e todas as partes na Europa perceberam que o pacto era letra morta. Em 1938, as políticas de apaziguamento implementadas pelo primeiro-ministro britânico Neville Chamberlain e pelo primeiro-ministro francês Édouard Daladier acabaram com a segurança coletiva e encorajaram ainda mais a agressão alemã. O Anschluss alemão da Áustria em 1938 e o Acordo de Munique, que levou ao desmembramento da Tchecoslováquia em 1938 e 1939, demonstraram a impossibilidade de estabelecer um sistema de segurança coletiva na Europa, política defendida por Litvinov. Isso e a relutância dos governos britânico e francês em assinar uma aliança política e militar anti-alemã em grande escala com os soviéticos levou ao Pacto Molotov-Ribbentrop entre a União Soviética e a Alemanha no final de agosto de 1939, que indicava a ruptura decisiva da União Soviética com a França, tornando-se um aliado econômico da Alemanha.

## Texto
Artigo 1
No caso de a França ou a URSS estarem sujeitas à ameaça ou ao perigo de agressão por parte de um Estado europeu, a URSS e a França comprometem-se reciprocamente a proceder a uma consulta mútua imediata sobre as medidas a tomar para observar as disposições do Artigo 10 do Pacto da Liga das Nações.
Artigo 2
Caso, nas circunstâncias descritas no artigo 15, parágrafo 7, do Pacto da Liga das Nações, a França ou a URSS possam ser, apesar das intenções genuinamente pacíficas dos dois países, e objeto de agressão não provocada por parte de um Estado europeu, a URSS e a França prestar-se-ão imediatamente ajuda e assistência recíprocas.
Artigo 3
Levando em consideração o fato de que, de acordo com o artigo 16 do Pacto da Liga das Nações, todo membro da Liga que recorrer à guerra contra os compromissos assumidos nos artigos 12, 13 ou 15 do Pacto é ipso facto considerado como tendo cometido um crime Ato de guerra contra todos os outros membros da Liga, a França e a URSS se comprometem reciprocamente, [caso qualquer um deles seja objeto de agressão não provocada], para prestar ajuda e assistência imediatas na ativação da aplicação do artigo 16 do Pacto.
A mesma obrigação é assumida no caso de a França ou a URSS serem objeto de agressão por parte de um estado europeu nas circunstâncias descritas no artigo 17, parágrafos 1 e 3, do Pacto da Liga das Nações.
Protocolo de Assinatura
Artigo 1
Fica entendido que o efeito do Artigo 3 é obrigar cada Parte Contratante a prestar assistência imediata à outra no cumprimento imediato das recomendações do Conselho da Liga das Nações, tão logo sejam anunciadas nos termos do Artigo 16 do Pacto. Ficou igualmente entendido que as duas Partes Contratantes agirão de comum acordo para suscitar as recomendações do Conselho com toda a celeridade que as circunstâncias exigirem e que, se não obstante, o Conselho, por qualquer motivo, não fizer nenhuma recomendação ou não chegar a uma decisão unânime, a obrigação de assistência será, no entanto, aplicada...